# Mohamed Koffi
Mohamed Koffi   (Abidjan, 30 de desembre de 1986) és un exfutbolista de Burkina Faso de la dècada de 2010.

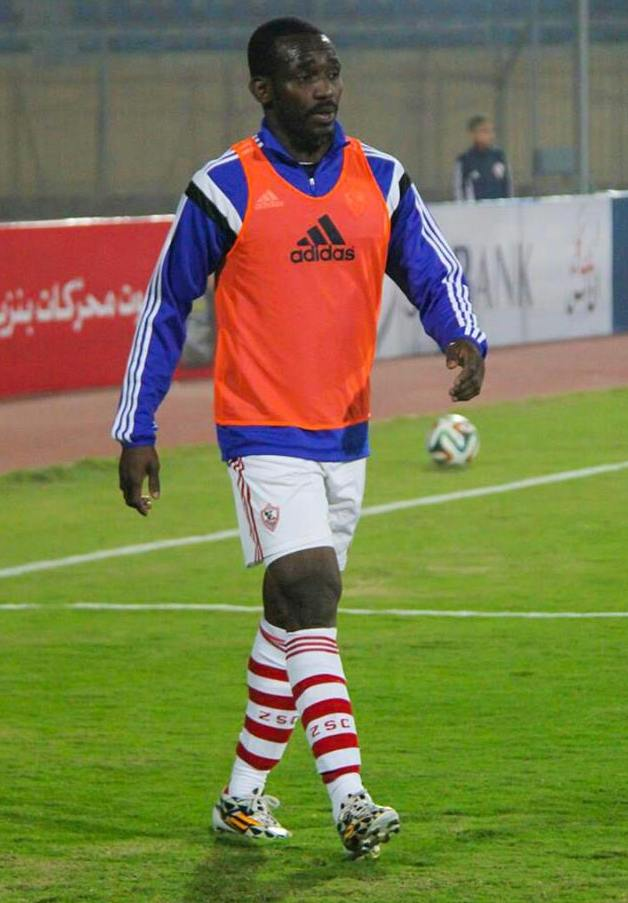
Mohamed Koffi a Zamalek SC

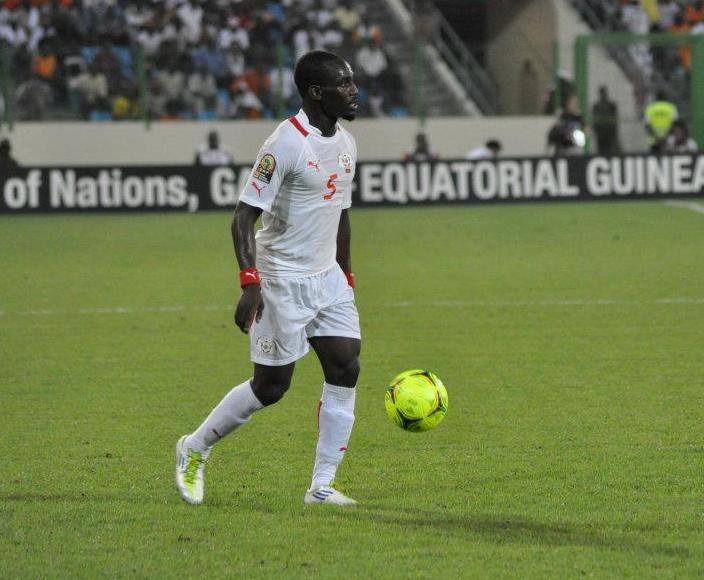
Mohamed Koffi amb la selecció

Fou internacional amb la selecció de futbol de Burkina Faso.
Pel que fa a clubs, destacà a Zamalek.